# Ислам на Фиджи
Фиджийские мусульмане составляют приблизительно 7 % населения (62 534 человека). Мусульманская община в основном состоит из людей индийского происхождения, потомков наемных рабочих, привезенных на острова в конце XIX века британскими колонизаторами того времени. Считается также, что существует несколько сотен коренных фиджийских мусульман, таких как известный политик Аписай Тора, но точных статистических данных на этот счет не существует.
Фиджийские мусульмане в основном являются суннитами (59,7 %) 36,7 % — не установлено и 3,6 % — ахмадийцами. Ахмадийцы управляют мечетью Фазл-э-умар (фидж. Fazl-e-Umar) в Самабуле, которая является самой большой в южной части Тихого океана. В выборах 1966 года участвовала базирующаяся в Суве мусульманская общинная партия «мусульманский политический фронт» (англ. Muslim Political Front).

## История
К концу XIX века ислам прочно утвердился на Фиджи. Мусульманские мигранты сохраняли ислам в своих семьях в течение многих поколений после того, как первый корабль доставил индийских наемных рабочих на Фиджи в 1879 году. Первый корабль, «Leonidas», имел довольно высокую долю (22 %) мусульман. В период с 1879 по 1916 год в общей сложности 60 553 рабочих были доставлены на Фиджи из Индии в рамках системы наемных рабочих. 6557 были мусульман прибыли из Карачи, 1091 мусульманин прибыли из Мадраса и 1450 из прочих регионов.

## Политика
С 1929 года мусульманская лига Фиджи (англ. Fiji Muslim League) добивается раздельного представительства мусульман в законодательном совете, а с 1970 года — в парламенте (как в палате представителей, так и в сенате). За исключением периода между 1932 и 1937 годами, мусульмане были представлены в парламенте Фиджи. С 1937 по 1963 год по крайней мере один мусульманин всегда выдвигался в законодательный совет из пяти индо-фиджийских представителей. Таким образом, мусульмане были представлены 20 % индо-фиджийских членов законодательного совета, когда они составляли приблизительно 15 % индо-фиджийского населения. В расширенном законодательном совете 1963 года впервые был избран мусульманин Сидик Мойдин Коя, и мусульмане занимали 2 из 6 (33 %) мест, зарезервированных для индо-фиджийцев. На выборах 1966 года 4 из 12 (33 %) индо-фиджийских депутатов были мусульманами. Мусульманский политический фронт был создан для продвижения мусульманских политических прав, и в 1966 году он присоединился к недавно созданной партии «Альянс». Результаты голосования показали, что большинство мусульман всегда голосовали за партию, лучше всего представляющую индо-фиджийскую общину, показывая, что их политические устремления не отличаются от других 84 % индо-фиджийской общины.

## Спорт
В 1944 году мусульманская спортивная ассоциация Фиджи (англ. Fiji Muslim Sports Association) организовала в Сигатоке первый межрайонный турнир по мусульманскому футболу. С тех пор это ежегодное мероприятие, и в 2006 году три команды из-за рубежа приняли участие в первом международном чемпионате мусульманской Футбольной ассоциации Фиджи. Ассоциация мусульманских видов спорта Фиджи совместно с Федерацией мусульманских видов спорта Фиджи провела свой первый клубный чемпионат в пасхальные выходные 2007 года в Лаутоке. В нём приняли участие 4 команды из Австралии, 5 команд из Новой Зеландии и 1 команда из США, а также все команды округа из Фиджи.

## Молодёжь
Существует также очень активное молодёжное движение, берущее свое начало с 1960-х годов, руководители которого регулярно встречаются и организуют лагеря и другие собрания для молодых мусульман. Он имеет национальный охват, с членами из средних школ, а также высших учебных заведений и выпускников университетов, а также профессионалов в рабочей силе. Недавно он также организовал крыло для содействия интересам молодых мусульманских женщин.

## Известные фиджийские мусульмане
- Джаффар Ахмед — фиджийский политик
- Рози София Акбар — фиджийский политик, на данный момент является министром здравоохранения Фиджи.
- Зульфикар Джой Али (1978—2015) — фиджийский боксёр
- Джуниор Фарзан Али — фиджийский боксёр действующий чемпион WBF Asia Pacific в легком весе
- Шамима Али — фиджийский политический активист
- Ахмед Бхамджи — фиджийский политик и бизнесмен, бывший министр коммуникаций и транспорта
- Мохаммед Фароук Бхамджи (1953—2013) — фиджийский футболист и тренер сборной Фиджи
- Мирза Салим Букш — фиджийский политик
- Мирза Намруд Букш (1925—2007) — фиджийский теле- и радиоведущий, аукционист и политик
- Аслам Хан — Генеральный директор Vodafone Fiji Limited
- Аяз Саид-Каюм — фиджийский политик